# عين حارسا
عين حارسًا Go Set a Watchman- هر رواية من تأليف الكاتبة الأمريكية هاربر لي، تمنشرها عام 2015م. من قبل هاربر كولينز
(الولايات المتحدة) وهاينمان (المملكة المتحدة). كتبت قبل روايتها الوحيدة المنشورة الأخرى، الحائزة على جائزة بوليتزر بعنوان " ان تقتل عصفورًا محاكيًا"To Kill a Mockingbird عام 1960م. وقد تم الترويجلها من قبل الناشرين علي أن رواية عين حارسًا تكملة لروايتها الفائزة، إلي أن اتصح الآن وبشكل مقبول أنها كانت المسودة الأولي لرواية "أن تقتل عصفورًا".
عنوان الرواية مقتبس من الكتاب المقدس- سفر إشعياء- الفصل 21، الآية 6 " هكذا قال لي الرب أذهب أقم رقيبًا ليخبر بما يري"، تتناول الرواية التوترات العرقية التي كانت تختمر في الجنوب في الخمسينيات من القرن الماضي ويتعمق في العلاقة المعقدة بين الأب وابنته. ويتضمن علاجات للعديد من الشخصيات التي تظهر في رواية "أن تقتل عصفورا" دار جدل كبير حول قرار نشر الرواية ، من حيث الادعاءات القائلة بأن لي البالغة من العمر 89 عامًا قد تم استغلالها وتم الضغط عليها للسماح بالنشر ضد نواياها المعلنة مسبقًا. ولاحقًا، عندما تم إدراك أن الكتاب كان مسودة مبكرة وليس تكملة مميزة، تم التساؤل عن سبب نشر الرواية دون أي سياق.

## أحداث الرواية
تعود جين لويز "سكاوت" فينش، 26 عامًا، من نيويورك إلى مسقط رأسها في مايكوم، ألاباما، في زيارة سنوية تستغرق أسبوعين لوالدها أتيكوس، المحامي والمشرع السابق للولاية. جاك، عمها والطبيب المتقاعد، هو معلم جان لويز. انتقلت ألكسندرا، شقيقة أتيكوس (عمة جان لويز)، للعيش مع أتيكوس لمساعدته في أعمال المنزل بعد تقاعد مدبرة منزله، كالبورنيا. توفي شقيق جان لويز، جيريمي "جيم" فينش، بسبب نفس حالة القلب التي قتلت والدتهما. عند وصولها إلى مايكوم، التقت جين لويز بحبيب طفولتها هنري "هانك" كلينتون، الذي يعمل لدى أتيكوس. عند العودة من Finch's Landing، مرت جان لويز وهنري بسيارة مليئة برجال سود يسافرون بسرعة عالية بشكل خطير؛ يذكر هنري أن السود في المقاطعة لديهم المال لشراء السيارات ولكنهم بدون تراخيص وتأمين. تم تقديم قرار المحكمة العليا في قضية براون ضد مجلس التعليم والجمعية الوطنية لتقدم الملونين (NAACP) كمصادر للجدل في المجتمع. وجدت جان لويز كتيبًا بعنوان "الطاعون الأسود" بين أوراق والدها. تتبعه إلى اجتماع مجلس المواطنين حيث يقدم أتيكوس رجلاً يلقي خطابًا عنصريًا. تراقب جان لويز سرًا من الشرفة وتشعر بالرعب. إنها غير قادرة على مسامحته على سلوكه وتهرب من القاعة. بعد أن حلمت بكالبورنيا، خادمة عائلتها السوداء التي تعتبرها شخصية الأم، تتناول جان لويز الإفطار مع والدها. سرعان ما علموا أن حفيد كالبورنيا قتل أحد المشاة المخمورين في الليلة السابقة بينما كان يقود سيارته بسرعة. يوافق أتيكوس على تولي القضية من أجل منع NAACP من التدخل. تزور جان لويز كالبورنيا ويتم معاملتها بأدب ولكن ببرود، مما جعلها تغادر محطمة.
أثناء تناول الغداء، تريد جان لويز أن تعرف سبب حضور أتيكوس الاجتماع. أخبرها العم جاك أن أتيكوس لم يصبح عنصريًا فجأة لكنه يحاول إبطاء تدخل الحكومة الفيدرالية في سياسات الدولة. يحاضرها عمها عن تعقيد التاريخ والعرق والسياسة في الجنوب في محاولة لإقناع جان لويز بالتوصل إلى نتيجة تكافح من أجل فهمها. تسترجع بعد ذلك ذكريات الماضي عندما كانت مراهقة وتتذكر حادثة زرع فيها أتيكوس بذرة فكرة في دماغ هنري، ثم دعه يتوصل إلى النتيجة الصحيحة بمفرده. أخبرت جان لويز هنري أنها لا تحبه ولن تتزوجه أبدًا. تعرب عن اشمئزازها من رؤيته مع والدها في اجتماع المجلس. يوضح هنري أنه في بعض الأحيان يضطر الناس إلى القيام بأشياء لا يريدون القيام بها. ثم يدافع هنري عن قضيته بالقول إن سبب بقائه عضوًا في مجلس المواطنين هو أنه يريد استخدام ذكائه لإحداث تأثير على مسقط رأسه في مايكوم ولكسب المال لتربية الأسرة. صرخت قائلة إنها لا تستطيع أبدًا العيش مع منافق، لتلاحظ أن أتيكوس يقف خلفهم مبتسمًا.
خلال مناقشة مع ابنته، يقول أتيكوس إن السود في الجنوب ليسوا مستعدين للحصول على الحقوق المدنية الكاملة، وأن قرار المحكمة العليا كان غير دستوري وغير مسؤول. على الرغم من أن جان لويز توافق على أن الجنوب ليس مستعدًا للاندماج الكامل، إلا أنها تقول إن المحكمة دُفعت إلى الزاوية من قبل NAACP وكان عليها أن تتحرك. إنها مرتبكة ومدمرة بسبب مواقف والدها لأنها تتعارض مع كل ما علمها إياه. تعود إلى منزل العائلة غاضبة وتحزم أغراضها. وبينما كانت على وشك مغادرة المدينة، عاد عمها إلى المنزل. تشتكي له بغضب ويصفعها عمها على وجهها. أخبرها أن تفكر في كل الأشياء التي حدثت خلال اليومين الماضيين وكيف تعاملت معها. عندما تقول إنها تستطيع الآن تحملهم، أخبرها أن الأمر محتمل لأنها شخصها الخاص. يقول إنها في وقت ما ربطت ضميرها بضمير والدها، مفترضة أن إجاباتها ستكون دائمًا إجاباته. أخبرها عمها أن أتيكوس كان يسمح لها بتحطيم أصنامها حتى تتمكن من تحويله إلى مكانة الإنسان.
تعود جان لويز إلى المكتب وتحدد موعدًا مع هنري في المساء. إنها تعكس أن مايكوم علمته أشياء لم تكن تعرفها من قبل وجعلتها عديمة الفائدة بالنسبة له باستثناء كونها أقدم صديقاته. تذهب للاعتذار لأتيكوس، لكنه يخبرها بمدى فخره بها. وأعرب عن أمله في أن تقف إلى جانب ما تعتقد أنه صحيح. إنها تعكس أنها لا تريد أن يضطرب عالمها لكنها حاولت سحق الرجل الذي يحاول الحفاظ عليه لها. أخبرته أنها تحبه كثيرًا وهي تتبعه إلى السيارة، وترحب به بصمت في الجنس البشري. لأول مرة تراه مجرد رجل.

## التاريخ التطوري للرواية
في البداية تم الترويج لرواية "عين حارسا" من قبل ناشرها، ووصفت في تقارير وسائل الإعلام بأنها تكملة لرواية لي الأكثر مبيعًا "أن تقتل عصفورا" والتي نُشرت في عام 1960، لكنها في الواقع كانت المسودة الأولى لتلك الرواية. تم الانتهاء من الرواية عام 1957 واشترتها شركة جي بي ليبينكوت. أعجب محرر لي، تاي هوهوف، بعناصر القصة، وذكر أن "شرارة الكاتب الحقيقي تومض في كل سطر"، لكنها اعتقدت أنها ليست جاهزة للنشر بأي حال من الأحوال، لأنها، كما هي، وصفها بأنها "سلسلة من الحكايات أكثر من كونها رواية مكتملة". في مقالته في التايمز عن هوهوف، ذكر جوناثان ماهلر أن هوهوف اعتقدت أن أقوى جانب في رواية لي هو تسلسلات الفلاش باك التي تصور شابًا كشافًا، ولهذا السبب طلبت من لي استخدام تلك الذكريات الماضية كأساس لرواية جديدة. وافق لي، و"خلال العامين التاليين، قاد هوهوف لي من مسودة إلى أخرى حتى وصل الكتاب أخيرًا إلى شكله النهائي وتمت إعادة تسميته إلى "أن تقتل عصفورا محاكيا"

## ترجمات
ظهرت بعض ترجمات للرواية. ففي الترجمة الفنلندية لرواية كريستينا دروز، تمت ترجمة كلمة "زنجي" كما لو تم استخدام كلمة "زنجي" أو "أسود". ذكرت دروز أنها فسرت المقصود في كل مرة، واستخدمت مفردات غير مسيئة للسود.

## جدل الرواية
وصفت بعض المنشورات توقيت الرواية بأنه "مريب"، مستشهدة بتدهور صحة لي، والتصريحات التي أدلت بها على مدى عدة عقود بأنها لن تكتب أو تنشر رواية أخرى، ووفاة أختها ومقدمة الرعاية قبل شهرين من الإعلان. ذكرت NPR نبأ إصدار كتابها الجديد، مع الظروف "التي تثير تساؤلات حول ما إذا كان يتم استغلالها في شيخوختها". حتى أن بعض المنشورات دعت المعجبين إلى مقاطعة العمل. أفادت مصادر إخبارية، بما في ذلك NPR وبي بي سي نيوز، أن الظروف المحيطة بإصدار الرواية غير واضحة وتفترض أن لي ربما لم يكن لديها السيطرة الكاملة على القرار. أجرى محققون من ولاية ألاباما مقابلة مع لي ردًا على الاشتباه في إساءة معاملة كبار السن فيما يتعلق بنشر الكتاب. ومع ذلك، بحلول أبريل/نيسان 2015، وجد التحقيق أن هذه الادعاءات لا أساس لها من الصحة.قال المؤرخ وصديق لي منذ فترة طويلة واين فلينت لوكالة أسوشيتد برس إن "قصة الشيخوخة واستغلال هذه السيدة العجوز الصغيرة التي لا حول لها ولا قوة هي مجرد هراء. إنها مجرد كلام فارغ". قال فلينت إنه وجد لي قادرًا على إعطاء الموافقة ويعتقد أنه لن يعرف أحد على وجه اليقين شروط الموافقة المذكورة.